# Fürth (stad)
Fürth is een kreisfreie Stadt in de Duitse deelstaat Beieren. De stad telt 128.223 inwoners (31 december 2020) op een oppervlakte van 63,35 km². Samen met de omliggende gemeenten Neurenberg, Erlangen en Schwabach vormt het een agglomeratie van zo'n 1,3 miljoen inwoners. De aan Nürnberg (Neurenberg) vastgegroeide stad, met veel handel en industrie (Quelle, Grundig en andere), heeft een oudere geschiedenis dan haar grote buurvrouw. De gotische Michaelkerk was het voorbeeld van de Neurenbergse St. Lorenz. In de Altstadt met zijn zandsteen- en vakwerkhuizen wordt elk jaar tien dagen lang op de zondag na de naamdag van Michael (29 september) de Färtha Kärwah gevierd (een zogenaamde Kirchwei, oftewel kermis).
De eerste trein in Duitsland reed in 1835 tussen het Nürnberger Ludwigsbahnhof en het Fürther Ludwigsbahnhof.

## Sport
SpVgg Greuther Fürth is de professionele voetbalclub van de stad en speelt in het Sportpark Ronhof. Sinds het seizoen 1996/1997 speelt SpVgg Greuther Fürth in de 2. Bundesliga, het tweede voetbalniveau van Duitsland, behalve in de seizoenen 2012/2013 en 2021/2022, toen het op het hoogste niveau, de Bundesliga, uitkwam.

## Partnersteden
- Region Renfrew (Verenigd Koninkrijk / Schotland), sinds 1969
- Limoges (Frankrijk), sinds 1992
- Marmaris (Turkije), sinds 1995
- Xylokastro (Griekenland), sinds 2006

## Geboren in Fürth
- Jakob Wassermann (1873-1934), schrijver
- Karl Franz (1892-1914), voetballer
- Ludwig Erhard (1897-1977), West-Duits bondskanselier (1963-1966)
- Willy Ascherl (1902-1929), voetballer
- Henry Kissinger (1923-2023), Amerikaans politicus en Nobelprijswinnaar (1973)
- Werner Heider (1930), componist, pianist en dirigent
- Jürgen Mossack (1948), zakenman, advocaat en medeoprichter van Mossack Fonseca

## Galerij

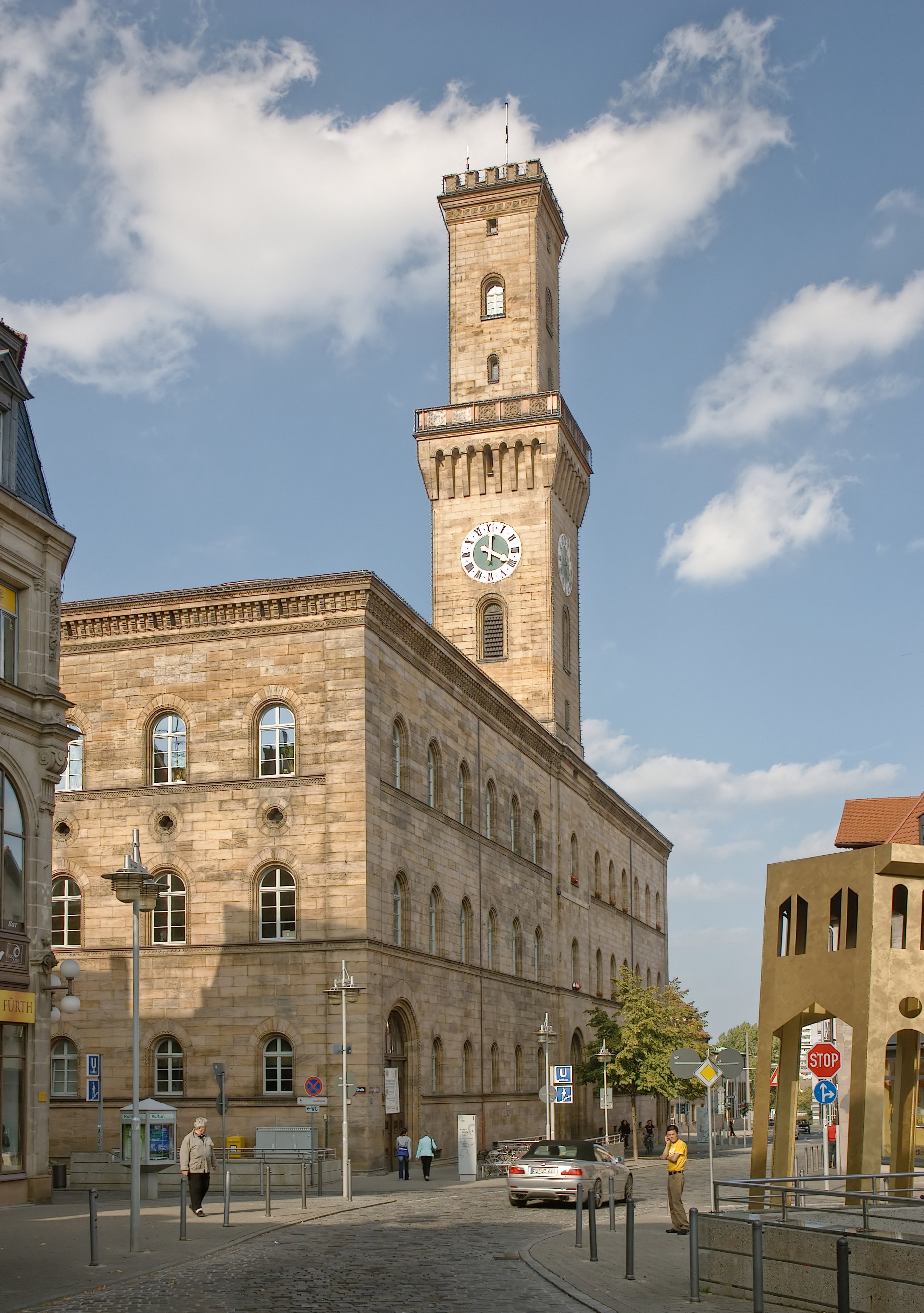
Rathaus van Fürth
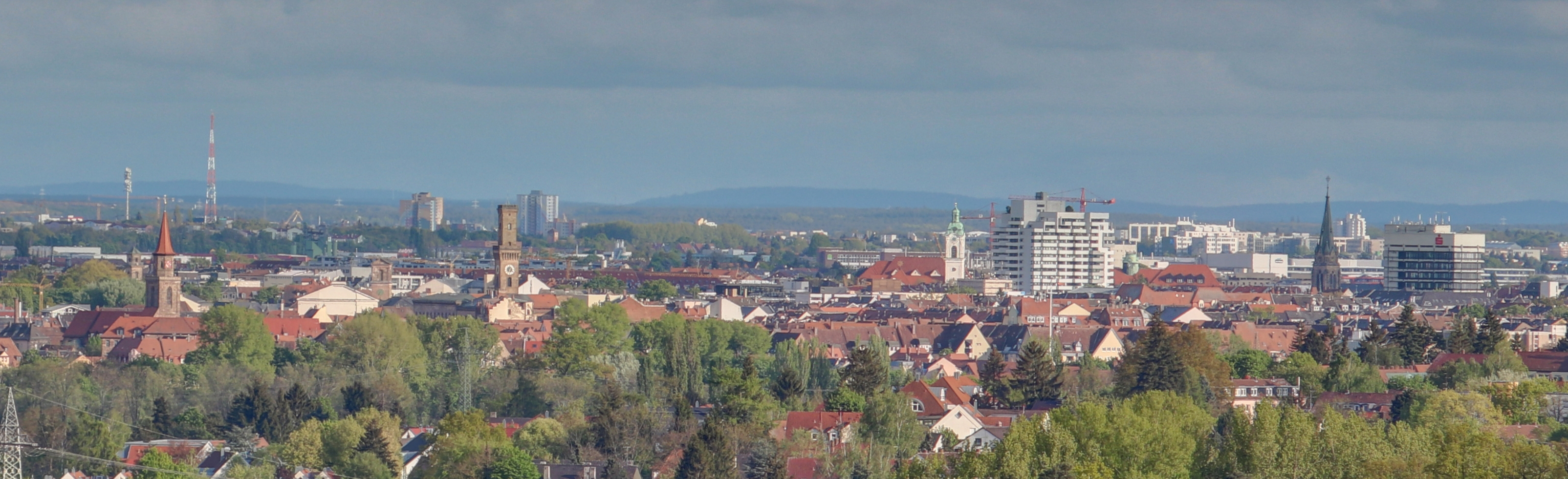
Panorama van Fürth